# Chata pod Soliskom
Die Chata pod Soliskom ist eine Berghütte in der slowakischen Hohen Tatra. Sie liegt am Südhang des 2117 m n.m. hohen Bergs Predné Solisko im Berggrat Solisko zwischen den Tälern Furkotská dolina und Mlynická dolina, auf einer Höhe von 1840 m n.m.

## Geschichte
Die Hütte entstand zusammen mit dem Skilift von Štrbské Pleso nahe der Bergstation und wurde 1944 eröffnet, aber erst 1946 fertiggestellt. Sie war zuerst nur in den Wintermonaten als Notunterkunft für Skifahrer in Betrieb und hatte einen Essraum und gemeinsames Schlafzimmer. Wegen des mangelhaften technischen Zustandes überlegte man in den 1960er Jahren einen Abriss, doch Tatra-Bergsteiger unternahmen eine Sanierung, die den Weiterbetrieb sicherte. 
2003 wurde das Hüttengebäude vergrößert, indem zuerst die Wände der neuen Hütte rund um die alte errichtet wurden, die alte Hütte dann abgetragen und anschließend die neue überdacht. Das Innere wurde innerhalb von vier Monaten fertiggestellt. Nach diesem Umbau ist die Hütte ganzjährig geöffnet.

## Tourismus
Die Chata pod Soliskom ist über eine Sesselbahn von Štrbské Pleso heraus leicht erreichbar. Ein blau markierter Wanderweg passiert nahe der Hütte auf dem Weg von Štrbské Pleso ins Tal Furkotská dolina, von ihm zweigt ein rot markierter Weg zum Berg Predné Solisko ab.